# Sierra de Béjar-La Covatilla
La station de ski de la Sierra de Béjar-La Covatilla est située dans le Système central de la province de Salamanque, en Castille-et-León (Espagne). Elle se trouve dans la commune de La Hoya.

## Cyclisme
La Covatilla est une ascension classique de la vuelta. En 2011, Daniel Martin remporta l'étape là haut tandis que Bauke Mollema endossait provisoirement le maillot rouge. Lors de l'édition 2018, Benjamin King s'adjugea la victoire d'étape en échappée tandis que chez les favoris, Simon Yates revêtait le maillot rouge. 
Une nouvelle arrivée à La Covatilla fut programmée lors de la 17e étape de la Vuelta 2020, la montée classée hors-catégorie. L'étape fut remportée par David Gaudu, lâchant tour à tour chacun des membres de son groupe d'échappés, tandis que Richard Carapaz réussissait à reprendre 21 secondes à Primož Roglič au classement général, insuffisant toutefois pour déposséder le slovène de sa tunique rouge.